# 清齿龈双唇擦颤音
清齿龈双唇擦颤音是一种非常罕见的辅音，只出现在南美洲Oro Win、Wariʼ和印度西北部的桑昙语中。国际音标表示此音的符号为⟨t̪ʙ̥⟩，对应的X-SAMPA符号为t_dB\_0。

## 特征
- 調音方法是顫動，將氣流引導至發音器官處使其震動以調音。

- 有两个调音部位：
  - 成持阻部分的
- 調音部位是牙齒，故調音時舌頭與上牙、下牙或同時與兩者接觸。

  - 除阻、颤音部分的
- 調音部位是雙唇，即是以上唇及下唇調音。

- 發聲類型是清音，意味着發音時聲帶並不顫動。
- 本輔音是口腔輔音（口音），表示調音時空氣只從口裡流出。
- 本輔音為中央輔音，調音時氣流在口腔的中央流過舌面，而不從兩側流過。
- 氣流機制是肺部氣流，即由肺與橫膈膜驱动空气。

## 见于
| 语言  | 语言  | 词 | 国际音标 | 词义     | 注释                     |
| ----- | ----- | -- | -------- | -------- | ------------------------ |
| Wari' | Wari' |    | [t͡ʙ̥ot͡ʙ̥o] | 令人愉悦 | 与[toto]“画”构成最小对立 |